# آلترا رانینگ
آلترا رانینگ (انگلیسی: Altra Running) شرکت تجهیزات ورزشی آمریکایی است، که در سال ۲۰۰۹ توسط برایان بکستد تأسیس شد و هم‌اکنون زیرمجموعه‌ای از شرکت وی‌اف کورپوریشن می‌باشد.